# Phyllachora malloticola
Phyllachora malloticola är en svampart som beskrevs av Seshadri 1969. Phyllachora malloticola ingår i släktet Phyllachora och familjen Phyllachoraceae.   Inga underarter finns listade i Catalogue of Life.